# Caroline Baldwin
Pour les articles homonymes, voir Baldwin.
Caroline Baldwin est l'héroïne éponyme d'une série de bande dessinée belge créée par André Taymans en 1996.
Cette série a été récompensée comme meilleure bande dessinée à la Fête du livre de Seraing en 1998 et meilleur album au Festival de Darnétal en 2001.

## Auteurs
- Scénario et dessin : André Taymans
- Couleurs : Bruno Wesel (tomes 1 à 17), Thierry Wesel (tomes 13 et 14).
- Décors : Erwin Drèze et Raphaël Schierer (tomes 15 et 16)

## Synopsis
Caroline Baldwin est une détective privé canadienne d'origine Amérindienne.

## Personnages
- Caroline Baldwin est une femme aux yeux bleus et aux cheveux bruns, dynamique et intelligente, qui exerce le métier de détective privé. Elle est d'ascendance huronne par sa mère québécoise ; son père est américain. Elle est porteuse du VIH[2].

## Publications

### Périodiques
Caroline Baldwin fait sa première apparition dans l'aventure Moon River publiée par le magazine (À suivre) en juillet 1996, du no 222 au 224.

### Albums
Les tomes 1 à 16 ont été publiés chez Casterman. Abandonnée pendant cinq ans, la série est reprise en 2017 chez Paquet qui réédite les 16 premiers tomes sous forme de 4 intégrales.
1. Moon River, 1996,  (ISBN 2-203-38883-8)
2. Contrat 48-A, 1998,  (ISBN 2-203-37902-2)
3. Rouge piscine, 1998,  (ISBN 2-203-37903-0)
4. La Dernière Danse, 1999,  (ISBN 2-203-37904-9)[4]
5. Absurdia, 1999,  (ISBN 2-203-37905-7)
6. Angel Rock, 2000,  (ISBN 2-203-37906-5)
7. Raison d'État, 2001,  (ISBN 2-203-37907-3)
8. La Lagune, 2002,  (ISBN 2-203-37908-1)
9. Rendez-vous à Katmandou, 2003,  (ISBN 2-203-37909-X)
10. Mortelle Thérapie, 2004,  (ISBN 2-203-37910-3)
11. État de siège, 2005,  (ISBN 2-203-37911-1)
12. Le Roi du Nord, 2006,  (ISBN 2-203-37912-X)
13. La Nuit du grand marcheur, 2007,  (ISBN 978-2-203-37913-8)
14. Free Tibet, 2010,  (ISBN 978-2-203-02043-6)
15. L'Ombre de la chouette, 2011,  (ISBN 978-2-203-03886-8)
16. La Conjuration de Bohême, 2012,  (ISBN 978-2-203-04066-3)
17. Narco-Tango, 2017,  (ISBN 978-2-88890-868-5)
18. Half-Blood, 2018,  (ISBN 978-2-88890-959-0)
19. Les Faucons, 2020,  (ISBN 978-2-88932-524-5) (OCLC 1231540453)
20. Double Dames, 2021,  (ISBN 978-2-93102-735-6)

- Intégrale tome 1, 232 pages, format 18,4 × 24,3 cm, avec jaquette, reprend les tomes 1 à 4, Casterman, Collection Haute densité, (2011 (DL 06/2011)  (ISBN 978-2-203-04459-3)[5].
- Intégrale 1 - Tomes 1-4, 240 pages, format 24 × 32,2 cm, reprend les tomes 1 à 4, couverture à vernis sélectif, frise dessinée sur le dos de l'album à compléter avec les 3 tomes suivants, avec un dossier de présentation de 14 pages rédigé par Anne Matheys, les couvertures originales des 4 albums sont reproduites en pleine page, Paquet, 2017 (DL 05/2017)  (ISBN 978-2-88890-848-7)[6],[5].
- Intégrale 2 - Tomes 5-8, 208 pages, format 24 × 32,2 cm, reprend les tomes 5 à 8, couverture à vernis sélectif, frise dessinée sur le dos de l'album à compléter avec les 3 autres tomes, avec un dossier de présentation de 20 pages rédigé par Anne Matheys, les couvertures originales des 4 albums sont reproduites en pleine page, Paquet, 2017 (DL 06/2017)  (ISBN 978-2-88890-849-4)[7],[8].
- Intégrale 3 - Tomes 9-12, 176 pages, format 24 × 32,2 cm, reprend les tomes 9 à 12, couverture à vernis sélectif, frise dessinée sur le dos de l'album à compléter avec les 3 autres tomes, avec un dossier de présentation de 22 pages rédigé par Anne Matheys, les couvertures originales des 4 albums sont reproduites en pleine page, Paquet, 2017 (DL 09/2017)  (ISBN 978-2-88890-841-8)[9],[10].
- Intégrale 4 - Tomes 13-16, 176 pages, format 24 × 32,2 cm, reprend les tomes 13 à 16, couverture à vernis sélectif, frise dessinée sur le dos de l'album à compléter avec les 3 autres tomes, avec un dossier de présentation de 17 pages rédigé par Anne Matheys, les couvertures originales des 4 albums sont reproduites en pleine page, Paquet, 2017 (DL 10/2017)  (ISBN 978-2-88890-850-0)[11],[12].

### Éditions spéciales
- Esquisses (Éditions Point Image - JVDH, 2001,  (ISBN 2-930-11041-4)). Tirage limité à 500 exemplaires numérotés et signés
- Moon River (Casterman, 2011,  (ISBN 978-2-203-04621-4)). Édition en grand format pour les 15 ans de la série, avec un dossier de 32 pages sur le tournage du film et un CD du clip de la chanson de Caroline Baldwin.
- Moon River (André Robert Pictures, 2011). Sketchbook et photos du clip musical réalisé par Thomas François

### Éditeurs
- Casterman : tomes 1 à 8 (première édition des tomes 1 à 8)
- Casterman (collection « Ligne rouge ») : tomes 1 à 16 (première édition des tomes 9 à 16)
- Casterman (collection « Haute densité ») : intégrale
- Paquet : intégrales (tomes 1 à 4)
- Paquet : à partir du tome 17

## Récompenses
- 1998 : Bulle de cristal de la meilleure bande dessinée à la Fête du livre de Seraing[2] pour le 2e tome Contrat 48-A
- 2001 : Prix du meilleur album au Festival de Darnétal[2] pour le 6e tome Angel Rock

## Adaptations
(avril 2018).
Un clip musical a été réalisé en 2011 pour la chanson Caroline Baldwin, interprétée par le groupe belge Feel the Noïzz. On y voit Cendrine Ketels, dans le rôle-titre, et Jean-Pierre Talbot.
La série sera librement adaptée aux grands écrans. L'actrice belge Carole Weyers a été choisie pour incarner l'héroïne. Le tournage de la bande-annonce est prévu en janvier 2013 à Bangkok en Thaïlande.